# ククフェルディア
ククフェルディア Kukufeldia は白亜紀前期の現在イングランドである場所に生息していたイグアノドン類の恐竜。

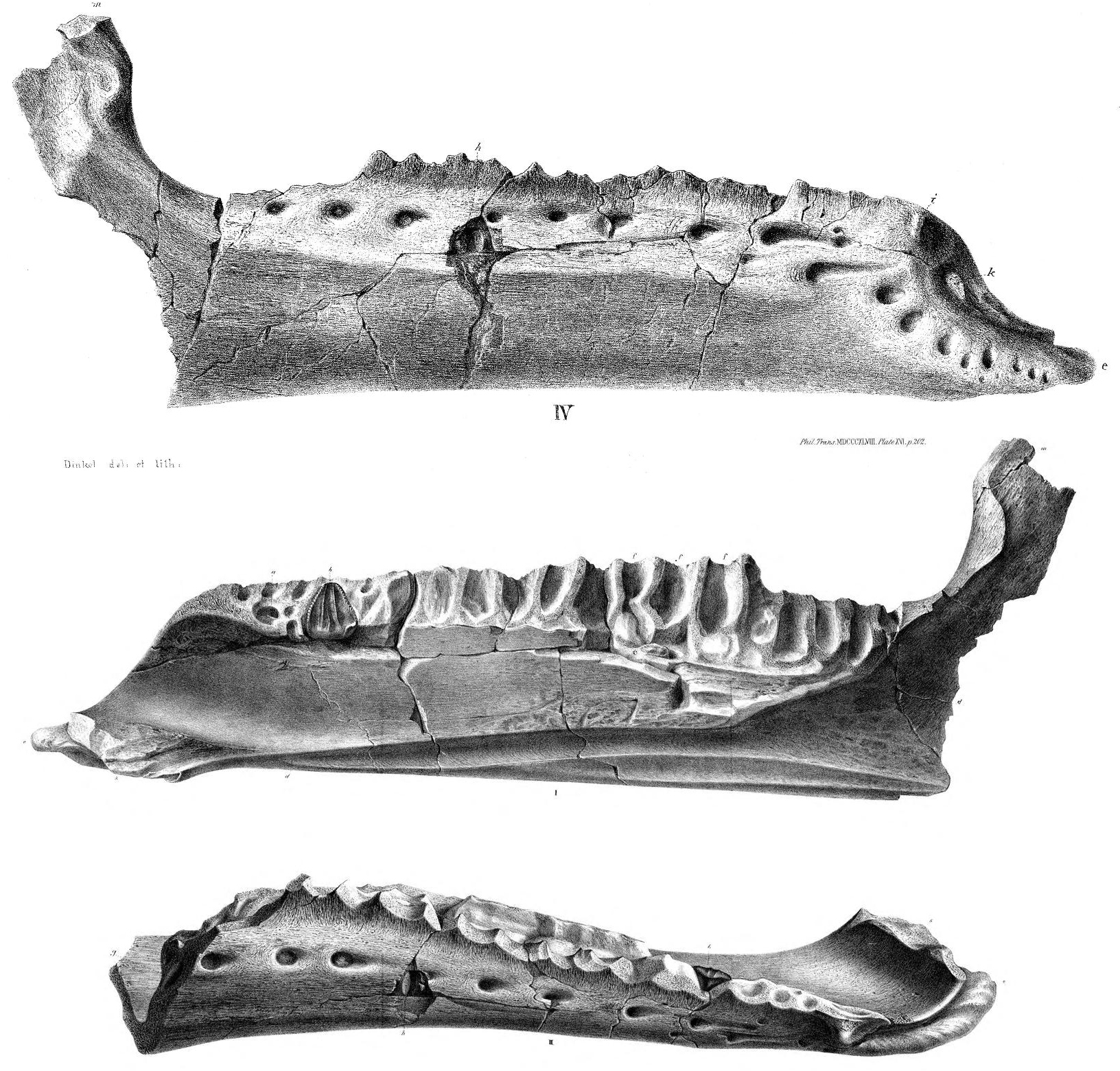
様々な角度から見たホロタイプ

ほぼ完全な右の下顎骨 (NHMUK 28660)で知られる。その化石はカックフィールドで1848年にギデオン・マンテルによって発見された。命名はアンドリュー・マクドナルド、ポール・バレット、サンドラ・チャップマンによって2010年になされた。模式種はククフェルディア・ティルガテンシス  Kukufeldia tilgatensis。もともとはイグアノドン・アングリクス Iguanodon anglicusとして分類されていたが、マクドナルドらは同じ場所から見つかったいくつかの歯で構成される模式標本 BMNH 2392 に独自性が見られないためにそれを疑問名とし、NHMUK 28660を新模式標本とし独立の属を設けた。属名は英語で“カッコウの土地”を意味するカックフィールドの17世紀での呼称｢Kukufeld｣に因む。種小名はティルゲートという地名に由来する。スティラコステルナのイグアノドン類に分類される。